# La Serradora (Castellterçol)
La Serradora és una masia de Castellterçol (Moianès) inclosa a l'Inventari del Patrimoni Arquitectònic de Catalunya. És al sector central-nord-est del terme, ran mateix del termenal amb Castellcir. És a l'esquerra del Torrent Mal i a la dreta de la riera de la Serradora, a llevant d'on es troben aquests dos cursos d'aigua. És a llevant de les Canals i al nord, una mica distant, del Polígon industrial El Vapor.

## Descripció
Masia d'un cos únic de planta rectangular. Presenta al costat oest una torre de defensa de planta quadrada articulada en tres pisos; aquesta torre és tipològicament semblant a la de "la Noguera", ambdues masies del segle xvi. Sota una de les finestres de la torre hi ha en un bloc de pedra dos animals enfrontats (que degut al seu estat de conservació no es pot saber si són felins o lleons) que aguanten amb les potes davanteres una serra col·locada horitzontalment.
El mas amb la torre i les altres dependencies formen un clos tancat al qual s'accedeix per un portal de grans dovelles de pedra. A la part superior del cos central i de la torre hi ha una galeria de finestres de mig punt. En la planta noble de la casa i en la torre trobem finestres conopials del segle xvi, això indica que el cos del mas és d'aquest segle encara que hagi experimentat modificacions i afegits d'altres cossos fins al segle xviii. L'immoble està encarat a migdia i té al davant diverses instal·lacions i dependències.

## Història
La família Serradora apareix com una família de grans propietaris amos de masoveries i pous de glaç. Foren en alguna ocasió batlles de la vila i sempre ben considerats. El mas és documentat el 1259, però deu ser d'origen molt més remot.